# Новокраснохолмский сельсовет
Новокраснохолмский сельсове́т — упразднённая в 2008 году административно-территориальная единица и сельское поселение (тип муниципального образования) в составе Калтасинского района. Почтовый индекс — 452852. Код ОКАТО — 80233835000. Объединён с сельским поселением Краснохолмский сельсовет.

## Состав сельсовета
село Красный Холм — административный центр, деревни Большекуразово, Ванышево, Киебак, Малокуразово, Сазово, Тынбахтино.

## История
Закон Республики Башкортостан от 19.11.2008 N 49-з «Об изменениях в административно-территориальном устройстве Республики Башкортостан в связи с объединением отдельных сельсоветов и передачей населённых пунктов», ст.1 гласил:

 "Внести следующие изменения в административно-территориальное устройство Республики Башкортостан:
 26) по Калтасинскому району:

б) объединить Краснохолмский и Новокраснохолмский сельсоветы с сохранением наименования «Краснохолмский» с административным центром в селе Краснохолмский.
Включить село Красный Холм, деревни Большекуразово, Ванышево, Киебак, Малокуразово, Сазово, Тынбахтино Новокраснохолмского сельсовета в состав Краснохолмского сельсовета.

Утвердить границы Краснохолмского сельсовета согласно представленной схематической карте.

Исключить из учётных данных Новокраснохолмский сельсовет

## Географическое положение
На 2008 год граничил с  Янаульским районом, с муниципальными образованиями: Новокильбахтинский сельсовет, Большекачаковский сельсовет, Калмиябашевский сельсовет, Тюльдинский сельсовет, Суваляшевский сельсовет («Закон Республики Башкортостан от 17.12.2004 N 126-з (ред. от 19.11.2008) „О границах, статусе и административных центрах муниципальных образований в Республике Башкортостан“»).